# هوغان إبراهيم
هوغان إبراهيم (بالإنجليزية: Hogan Ephraim)‏، من مواليد 31 مارس 1988 في لندن في إنجلترا، لاعب كرة قدم إنجليزي.
بدأ مسيرته الكروية مع نادي وست هام يونايتد، وهو يلعب معهم حتى الآن.

## روابط خارجية
- هوغان إبراهيم على موقع الدوري الأمريكي (الإنجليزية)
- هوغان إبراهيم على موقع قاعدة بيانات كرة القدم.إي يو (الإنجليزية)
- هوغان إبراهيم على موقع Soccerbase.com (لاعب) (الإنجليزية)
- هوغان إبراهيم على موقع Soccerway.com (الإنجليزية)
- هوغان إبراهيم على موقع عالم كرة القدم.نت (الإنجليزية)
- هوغان إبراهيم على موقع AS.com (الإسبانية)